# Teleogramma depressum
Teleogramma depressum és una espècie de peix de la família dels cíclids i de l'ordre dels perciformes.

## Morfologia
- Els mascles poden assolir 9,5 cm de longitud total.[4][5]

## Hàbitat
És una espècie de clima tropical.

## Distribució geogràfica
Es troba a Àfrica: riu Congo.